# Providencia (Guadalajara)
Providencia ist ein Viertel im Nordwesten von Guadalajara, der zweitgrößten Stadt Mexikos und Hauptstadt des Bundesstaates Jalisco. Es gehört zu den luxuriösesten Wohngebieten der Stadt.

## Lage
Providencia ist ein Stadtviertel, das sich aus mehreren gleichnamigen Barrios zusammensetzt; denn die Colonia Providencia ist wesentlich kleiner als das gesamte Gebiet, das allgemein unter der Bezeichnung La Providencia bekannt ist. Das übergeordnete Viertel befindet sich grob zwischen den beiden Stadtparks Bosque Los Colomos im Westen und dem Country Club im Osten sowie südlich hiervon.
Der nördlichste Abschnitt der Providencia befindet sich im Gebiet zwischen der Avenida Patria im Norden und der Avenida Montevideo im Süden und trägt die Bezeichnung Colomos Providencia.
Südlich davon befinden sich (von West nach Ost) die Barrios der Providencia 4a, der Providencia 3a und der Colonia Providencia. Ferner befindet sich auf einem kleinen Areal im äußersten Westen, unmittelbar am Bosque Los Colomos gelegen, die Providencia 5a. Südlich der Providencia 3a und der Colonia Providencia befinden sich die Providencia 2a und die Italia Providencia, bevor sich weiter südlich das Barrio Lomas de Providencia sowie als südlichster Abschnitt das Barrio Prados Providencia anschließen. Dessen Abschluss bildet die Avenida Manuel Acuña.

## Daten und Fakten
La Providencia gehört zu den teuersten Wohnvierteln der Stadt.
Am östlichen Ende des Barrio Italia Providencia befindet sich mit der Glorieta Colón eine der Hauptverkehrsadern von Guadalajara.

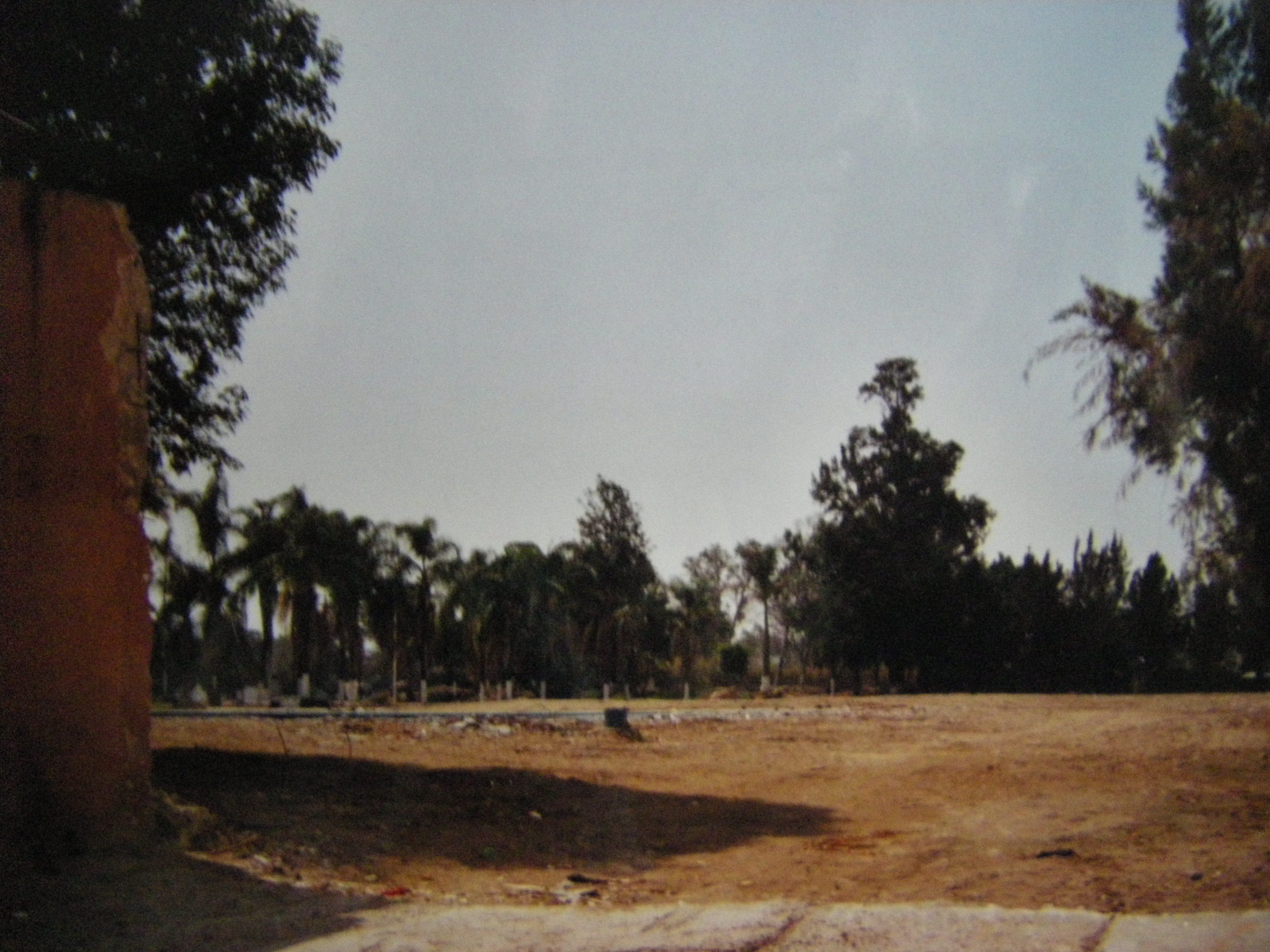
Baustelle auf dem ehemaligen Vereinsgelände des Club Deportivo Guadalajara, unmittelbar nachdem der Verein das Grundstück verlassen hatte. Heute befindet sich dort die Shopping Mall »Midtown Jalisco«.

## Deportivo Guadalajara
In unmittelbarer Nähe der Glorieta Colón verläuft die Calle Colomos, die von der Calle José Clemente Orozco im Osten bis zum Parque Italia im Westen verläuft und dabei die an der Glorieta Colón zusammenlaufenden Hauptverkehrsadern Avenida Adolfo López Mateos Norte und Avenida de las Americas überquert. Diese Straße verläuft durch insgesamt 5 Barrios, von denen eins das Italia Providencia ist. Unter Nummer 2339 der Straße residierte von 1944 bis Dezember 2006 auf einem fünfeinhalb Hektar großen Grundstück zwischen der Calle Colomos, der Avenida Adolfo López Mateos Norte, der Calle Venecia und der Calle Ottawa der erfolgreichste Fußballverein der Stadt und langjährige Rekordmeister der mexikanischen Profiliga, Deportivo Guadalajara. Dieses Grundstück bezog der Verein kurz nach Einführung des Profifußballs in Mexiko 1943, erlebte dort seine bisher erfolgreichste Phase der Vereinsgeschichte, als der Begriff des Campeonísimo geprägt wurde, und verließ es standesgemäß unmittelbar nach dem Gewinn des elften Meistertitels in der Apertura 2006. Auf der gegenüberliegenden Straßenseite befindet sich unter Nummer 2300 der Calle Colomos die 1908 gegründete Bildungseinrichtung The American School Foundation of Guadalajara, die seit 1959 auf diesem Grundstück beheimatet ist.